# Union nationale des syndicats de l'Éducation nationale CGT
L'Union nationale des syndicats de l'Éducation nationale (UNSEN) est une union syndicale qui regroupe les personnels de l'Éducation nationale, affiliée à la Confédération générale du travail.
Lors de son congrès de 2008, le syndicat prend le nom de CGT Éduc'action.

## Organisation
L'UNSEN-CGT s'identifie désormais sous le vocable de « CGT Éduc'action ». Elle est affiliée à la Fédération CGT de l'éducation, de la culture et de la recherche (FERC-CGT).
Le congrès de 2008 a changé le nom de l'organisation en CGT-Éduc'action.
L'organisation a tenu son congrès national du 6 au 10 juin 2011 et élu Patrick Désiré comme secrétaire général.
Son dernier congrès (9e) s'est tenu à Guidel (56) du 29 mai au 2 juin 2017. Il a renouvelé dans ses fonctions son secrétaire général pour trois ans.

## Principes et objectifs[2]
La CGT Educ’action a pour objet de coordonner et d’impulser l’activité des syndicats départementaux affiliés et des unions académiques et régionales de ces syndicats départementaux.
A ce titre, elle intervient auprès des diverses autorités administratives, économiques et politiques et dans les instances et organismes consultatifs à tous les niveaux y compris internationaux.
Elle a pour objet l'étude et la défense des droits et intérêts matériels et moraux, collectifs et individuels, des syndiqués et des personnels visés par les présents statuts. Elle établit les liens nécessaires de solidarité avec l’ensemble des organisations représentatives des différentes catégories de salariés (actif-ve, retraité-e, privé-e d’emploi, étudiant-e) et d’usagers.
Elle agit pour un syndicalisme démocratique, unitaire et indépendant au service des revendications des salariés. Elle contribue à la construction d’une société solidaire, débarrassée de la propriété privée des moyens de production, démocratique, de justice, d’égalité et de liberté qui réponde aux besoins et à l’épanouissement individuel et collectif des femmes et des hommes.
Elle intervient sur les problèmes de société à partir des principes qu’elle affirme et de l’intérêt des salariés. Elle milite en faveur de la paix, des droits de la femme de l'homme et de l'enfant. Elle agit pour ces objectifs en France, en Europe, et dans le monde. Par ailleurs, elle établit les liens nécessaires de solidarité avec l’ensemble des organisations syndicales de l’Éducation.

## Historique du syndicalisme enseignant dans la CGT
- 1905 : création de la Fédération nationale des Syndicats d’instituteurs et d’institutrices (FNSI).
- 1907 : la FNSI rejoint la CGT.
- 1919 : la FNSI devient la Fédération des maîtres de l’enseignement laïque (FMEL).
- 1920 : création du Syndicat national des instituteurs (SNI), autonome.
- 1925 : le SNI rejoint la CGT.
- 1931 : création du Syndicat national de l’enseignement primaire supérieur (SNPES), autonome.
- 1936 : création du Syndicat de l’enseignement technique (SNET) dans la CGT.
- 1937 : création du Syndicat des professeurs de l’enseignement secondaire (SPES) dans la CGT.
- 1944 : création dans la CGT du Syndicat national des enseignements du secondaire (SNES) par fusion entre le SPES et le SNPES, et du Syndicat national de l'éducation physique (SNEP). Le SNI et le SNET sont maintenus, toujours dans la CGT.
- 1946 : création la Fédération de l'Éducation Nationale-CGT (FEN-CGT) qui regroupe tous les syndicats CGT de l'Éducation Nationale.
- 1948 : création de la CGT-FO à partir de Résistance Ouvrière : le SNES, le SNEP et le SNI décident de ne pas choisir entre la CGT-FO et la CGT. Le SNET reste à la CGT.
- 1954 : fin de la double-affiliation possible entre la FEN-CGT et la FEN autonome.
- Le SNET devient le Syndicat national de l’enseignement technique et professionnel (SNETP). Seuls les enseignants du technique peuvent adhérer à la CGT.
- 1979 : la FEN-CGT devient la Fédération Éducation Culture et Recherche-CGT (FERC-CGT).
- 1986-1988 : le SNETP-CGT commence sa mutation vers l’UNSEN : la FERC-CGT soutenant cette mutation pour permettre à tous les enseignants d’adhérer à la CGT. Création des SDEN-CGT, la CGT dans l’enseignement se décline désormais dans des syndicats départementaux.
- 1990 : la FERC-CGT présente ses premières listes aux CAP des instituteurs. Le bureau confédéral fait connaître son opposition à cette initiative.
- 1992 : après un long processus, le SNETP-CGT devient définitivement l’UNSEN-CGT à l’occasion de son premier congrès.
- 1994 : un instituteur, Christian Dubot, devient secrétaire général de la FERC-CGT.
- 2008 : l’UNSEN-CGT devient la CGT-Educ’action et obtient ses premiers sièges dans les CAP des certifiés. Outre ses sièges aux CAP des PLP, la CGT obtient des sièges aux CAP des CPE et s’installe comme la deuxième organisation syndicale à l’occasion des premières élections des enseignants non titulaires. Dans l’académie de Créteil, la CGT devient la deuxième organisation du 2nd degré, première chez les PLP et les non titulaires.
- 2011 : la CGT Educ'action ouvre son champ de syndicalisation aux personnels administratifs, techniciens, sociaux et de santé.

## Secrétaires généraux
- 1944-1956 : Charles Artus
- 1956-1974: Charles Ravaux
- 1974-1985 : Gérard Montant
- 1985-1998 : Michèle Baracat
- 1998- 2008 : Denis Baudequin
- 2008-2011 : Patrick Désiré, Catherine Perret, Christophe Godard
- 2011-2021 : Patrick Désiré
- Depuis 2021 : Michael Marcilloux et Isabelle Vuillet

## Représentativité
La CGT Educ'action revendique 15 000 adhérents en 2021.
Lors des Élections professionnelles de 2005, l'UNSEN-CGT a obtenu 3,9 % des voix. Cependant ce score masque de grandes disparités entre les corps.
La CGT est principalement implantée dans le corps des PLP avec 25 % des voix. En revanche, elle est très faible chez les autres enseignants (2,2 % pour les certifiés, 1,5 % pour les agrégés, 2,0 % pour les professeurs des écoles).
Lors des Élections professionnelles de 2008, la CGT Educ'action a obtenu 5 % des voix avec une percée notable dans certaines académies et dans certains corps.
La CGT a progressé dans tous les corps : PLP, 23,9 % des voix ; 2,9 % pour les certifiés ; 1,9 % pour les agrégés ; 4,1 % pour les CPE ; 2,3 % pour les professeurs des écoles). Les résultats les plus importants étant chez les personnels non titulaires qui votaient pour la première fois : la CGT devient nationalement la deuxième organisation des non titulaires enseignants, CPE et COP avec 16,6 % et des non titulaires de la vie scolaire (assistants d'éducation et EVS) avec 16,5 %.
Aux élections professionnelles d'octobre 2011 le taux de participation a connu une chute vertigineuse, principalement dû à la mise en place, pour la première fois, du vote par voie électronique. Même pour les corps ayant traditionnellement un taux de participation élevé (P EPS-CE EPS, COP-DCIO, CPE), on a observé un recul d’environ 20 %. Pour le CTM, le taux de participation était de 38,5 % en 2011. Étant donné que ce vote était une première, il est difficile de faire véritablement une comparaison. Selon Luc Chatel, le choix du mode de scrutin était censé améliorer le taux de participation. Dans la réalité, le faible taux de participation a affaibli malheureusement la légitimité des organisations syndicales.
Aux élections professionnelles de 2014, le taux de participation de 41,7 % au CTM est en hausse de 3,2 points par rapport à 2011 (38,5 %).
Aux élections professionnelles de 2018, le taux de participation de 42,6 % au CTM est en hausse de 0,9 point par rapport à 2014 (41,7 %).
Aux élections professionnelles de 2022, le taux de participation de 39,80% au CSAM est en baisse par rapport à 2018. Lors de ces élections, la CGT Educ'action est l'organisation qui progresse le plus au niveau national, avec 1578 voix supplémentaires.

### Représentativité aux Comités sociaux d'administration
Comité social d'administration ministériel (ex Comité Technique Ministériel)
Pour le Comité social d'administration ministériel (CSAM, ex CTM), la CGT Educ'action a obtenu en 2022, un siège avec 6,64 %, des suffrages (6,1 % en 2018). Elle continue à assurer donc sa représentativité en confirmant sa 5e place parmi les organisations syndicales.
Comité social d'administration Académiques (ex Comités Techniques Académiques)
En 2014, la CGT a déposé des listes pour les Comités Techniques Académiques (CTA) dans toutes les académies, sauf à Poitiers et la Réunion où elle a fait des listes d’union. Pour l’ensemble des CTA, la CGT Educ'action était la 5e organisation syndicale avec 6 % des suffrages et 11 sièges : 3 à l’administration centrale et 1 siège dans les académies d’Aix-Marseille, Créteil, La Réunion, Nice, Poitiers , Rennes, Rouen et Versailles.
En 2022, la CGT progresse en obtenant 11 sièges dans 11 académies et 4 sièges dans l'administration centrale.
Comités Techniques Spéciaux Académiques et Comités Techniques Spéciaux Départementaux
La CGT obtient également 7 sièges dans Comités Techniques Spéciaux Académiques (CTSA) + 1 siège sur liste d'union et 20 sièges dans les Comités Techniques Spéciaux Départementaux (CTSD) + 4 sièges sur listes d'union.

### Évolution de la représentativité CGT dans les Commissions Administratives Paritaires (CAP)
Au niveau national
Par rapport à 2011, il y a un léger recul dans le 1er degré mais la CGT Educ'action est en progression dans tous les corps du 2nd degré sauf chez les DCIO-COP et les PLP.
En effet, à la CAPN des PLP, la CGT confirme cependant sa 2e place, tout en accusant un recul en obtenant 22,14% des voix (25% en 2011). Malgré la recomposition syndicale du SNETAA avec FO en 2011, la CGT Educ'action obtient toujours 3 des 10 sièges à la CAPN des PLP.
Pour les corps fusionnés entre les personnels de laboratoire du second degré et les personnels recherche formation du supérieur, la CGT Educ'action a présenté des listes communes avec la FERC sup CGT. La CGT reste fortement implantée et obtient : 
1 siège à la CAPN du corps des IGR et 1 siège à la CAPN du corps des IGE.
2 sièges pour à la CAPN des TRF et 3 sièges à la CAPN des ATRF.
Dans le corps des Adjoint technique des établissements d'enseignement (ATEE) la CGT Educ'action reste  la 1re organisation avec 55,06 % (38,95 % en 2011) des suffrages et 5 sièges sur 9 à la CAPN.
1 siège a également été obtenu à la CAPN des ADJAENES.
Aux élections professionnelles de 2018  la CGT Educ'action obtient pour la première fois un siège à la CAPN des certifiés.
Au niveau académique
Pour les CAPA PLP, la CGT Educ'action obtient 75  sièges en 2014 contre 83 sièges en 2011. Pour les CAPA certifié, la CGT Educ'action obtient 7 sièges contre 6 en 2011 : 1 siège dans les académies de Clermont, Créteil, Dijon, Mayotte, Nice, Rouen et Versailles. Pour les CAPA CPE, la CGT Educ'action obtient 3 sièges en 2014 (Lyon, Rennes et Versailles) contre 5 en 2011. La CGT conserve son siège à la CAPA des personnels de direction de Rennes, siège obtenu en 2008 et 2011.
La CGT obtient chez les personnels ATSS : 
CAPA des AEE 1 siège, SAENES 5 sièges, ADJAENES 12 sièges, Infirmier-e-s 1siège, ATRF 36 sièges, ATEE 66 sièges.
CCP non titulaires
La CGT Educ'action  obtient en 2016, 11 sièges à la CCP enseignants, 11 sièges à la CCP des personnels de surveillance et 17 sièges à la CCP des personnels ATSS .
Aux élections professionnelles de 2018, la CGT obtient 25 sièges dans les  CAPA certifié (dans 22 académies) , elle réalise ainsi une réelle percée dans le corps des certifiés (qui compte 240 000 agents).
Aux élections professionnelles de 2022, la CGT obtient au moins un siège dans toutes les académies (métropole plus Mayotte) ainsi qu'en Martinique et Guyane. 14 académies obtiennent deux sièges, Créteil 3 et Mayotte 4.
Au niveau départemental
En 2022, dans les CAPD 1er degré
42 listes CGT ont été déposées dont 10 listes d’union. La CGT Educ'action obtient 5 sièges, un dans les Alpes maritimes, un dans la Seine maritime, un autre encore en Ille-et-Vilaine. Deux sièges sont obtenus dans les Hauts de seine et le Val d'Oise par le biais de listes d’union avec SUD-Éducation (titulaires CGT).